# 1986 في البرتغال
فيما يلي قوائم الأحداث التي وقعت خلال عام 1986 في البرتغال.

## سياسة

### تعيين في المنصب
- 9 مارس – ماريو سواريز رئيس البرتغال.

### انتهاء فترة المنصب
- 9 مارس – أنطونيو راماليو ايانس رئيس البرتغال.

## مواليد

### يناير
- 15 يناير – هوغو ماركيز لاعب كرة قدم أنغولي.
- 24 يناير – فييرينيا لاعب كرة قدم برتغالي.

### فبراير
- 4 فبراير – روي نيريو لاعب كرة قدم برتغالي.
- 5 فبراير – مانويل فيرنانديز لاعب كرة قدم برتغالي.
- 7 فبراير – جواو موريرا لاعب كرة قدم برتغالي.
- 10 فبراير – دييغو كونها لاعب كرة قدم برتغالي.
- 11 فبراير – فيتور ثياغو دي فريتاس فرنانديز لاعب كرة قدم برتغالي.
- 17 فبراير – روميو روشا لاعب كرة قدم برتغالي.
- 25 فبراير – كارلوس ساليرو لاعب كرة قدم برتغالي.

### مارس
- 29 مارس – خوسيه رودريغوس ألفيس لاعب كرة قدم برتغالي.
- 31 مارس – باولو ماتشادو لاعب كرة قدم برتغالي.

### مايو
- 4 مايو – جواو بيدرو غيرا كونا لاعب كرة قدم برتغالي.
- 5 مايو – ألكساندرينا كابرال لاعبة كرة يد إسبانية.
- 11 مايو – ميغيل فيلوسو لاعب كرة قدم برتغالي.

### يونيو
- 11 يونيو – بيدرو غروسو باتشيكو لاعب كرة قدم برتغالي.

### يوليو
- 15 يوليو – نونو سيلفا لاعب كرة قدم برتغالي.
- 29 يوليو – باروكا لاعب كرة قدم برتغالي.
- 29 يوليو – تياغو غوميز لاعب كرة قدم برتغالي.

### أغسطس
- 6 أغسطس – نونو بينتو لاعب كرة قدم برتغالي.
- 7 أغسطس – روميو فريتاس توريس لاعب كرة قدم برتغالي.
- 19 أغسطس – روبن ميكائيل لاعب كرة قدم برتغالي.
- 27 أغسطس – خورخي تيكسيرا لاعب كرة قدم برتغالي.
- 28 أغسطس – برونو كوستا لاعب كرة قدم برتغالي.

### سبتمبر
- 4 سبتمبر – فريدريكو ماركيز لاعب كرة مضرب برتغالي.
- 8 سبتمبر – جواو موتينيو لاعب كرة قدم برتغالي.

### أكتوبر
- 1 أكتوبر – ريكاردو فاز تي لاعب كرة قدم برتغالي.
- 5 أكتوبر – روي كوستا درّاج طريق برتغالي.
- 9 أكتوبر – غونكالو برانداو لاعب كرة قدم برتغالي.
- 11 أكتوبر – دايفيد سيلفا لاعب كرة قدم من الرأس الأخضر.
- 31 أكتوبر – بيدرو ميغيل سوزا فريتاس لاعب كرة قدم برتغالي.

### نوفمبر
- 12 نوفمبر – فاسكو فيرنانديس لاعب كرة قدم برتغالي.
- 19 نوفمبر – ريكاردو باتيستا لاعب كرة قدم برتغالي.
- 20 نوفمبر – فيرناندو فيريرا لاعب كرة قدم برتغالي.

### ديسمبر
- 1 ديسمبر – إيفان فوربس لاعب كرة قدم برتغالي.
- 19 ديسمبر – ميغيل لوبيس لاعب كرة قدم برتغالي.
- 19 ديسمبر – نونو ميغيل لوبيز لاعب كرة قدم برتغالي.
- 23 ديسمبر – جواو مانويل أنتونيس دياز لاعب كرة قدم برتغالي.

## وفيات

### فبراير
- 14 فبراير – فرنسيسكو فيريرا (مواليد 1919) لاعب كرة قدم برتغالي.